# Björn Zikarsky
Björn Zikarsky (* 17. Juli 1967 in Erlangen) ist ein ehemaliger deutscher Schwimmer, der bei den Olympischen Spielen 1996 eine Bronzemedaille gewann.
Björn Zikarsky begann seine Karriere zusammen mit seinem Zwillingsbruder Bengt bei der SSG Erlangen. 1989 startete er für Hamburg, gegen Ende seiner Karriere schwamm Björn Zikarsky für den SC DHfK Leipzig. Der 2,07 Meter große Athlet war Spezialist auf den Sprintstrecken. 1988 und 1989 war er Dritter der Deutschen Meisterschaft über 100 Meter Freistil; 1995 und 1996 belegte er den zweiten Platz.
Bei den Olympischen Spielen 1988 in Seoul schwamm Björn Zikarsky in zwei Staffeln im Finale: Mit der 4-mal-100-Meter-Freistilstaffel erreichte er den sechsten Platz, mit der Lagenstaffel belegte er den vierten Rang. Im Jahr darauf siegte Björn Zikarsky mit der 4-mal-100-Meter-Freistilstaffel bei den Europameisterschaften in Bonn. Peter Sitt, André Schadt sowie Bengt und Björn Zikarsky gewannen in 3:19,68 Minuten vor den Staffeln aus Frankreich und Schweden. 
Erst nach Abschluss seines BWL-Studiums kehrte Zikarsky zurück in die internationale Klasse. Bei den Schwimmeuropameisterschaften 1995 in Wien gewann er drei Medaillen. Über 100 Meter Freistil belegte er hinter Alexander Popow und Torsten Spanneberg in 50,23 Sekunden den dritten Platz. Die Freistil-Sprintstaffel mit Christian Tröger, Christian Keller, Torsten Spanneberg und Björn Zikarsky gewann Silber hinter der russischen Staffel. Die Lagenstaffel mit Tino Weber, Mark Warnecke, Fabian Hieronimus und Björn Zikarsky belegte den dritten Platz hinter der russischen Staffel und den Ungarn. Bei den Olympischen Spielen 1996 in Atlanta trat er in den gleichen Disziplinen an wie in Wien. Über 100 Meter Freistil erreichte er das B-Finale und belegte in 49,91 Sekunden insgesamt den elften Platz. Mit der 4-mal-100-Meter-Freistilstaffel in der Besetzung Christian Tröger, Bengt und Björn Zikarsky und Mark Pinger gewann er die Bronzemedaille hinter den USA und der russischen Staffel. Die Lagenstaffel erreichte wie 1988 den vierten Platz. Für den Gewinn der Bronzemedaille bei den olympischen Spielen 1996 wurde er vom Bundespräsidenten – wie alle anderen deutschen Medaillengewinner – mit dem Silbernen Lorbeerblatt ausgezeichnet.
Björn Zikarsky lebt mit seiner Frau Kylie, die als Triathletin australische Meisterin wurde, im Rettungssport sowie als Schwimmerin für den Maroochydore SLSC tätig war, in deren Heimat Australien. Der gemeinsame Sohn Rocco wurde australischer Basketballnationalspieler.